# Watsonarctia triangularis
Watsonarctia triangularis là một loài bướm đêm thuộc phân họ Arctiinae, họ Erebidae.